# Potter Glacier
Potter Glacier är en glaciär i Antarktis. Den ligger i Östantarktis. Nya Zeeland gör anspråk på området. Potter Glacier ligger 1 179 meter över havet.
Terrängen runt Potter Glacier är varierad. Trakten är obefolkad. Det finns inga samhällen i närheten. 